# Thalictrum johnstonii
Thalictrum johnstonii är en ranunkelväxtart som beskrevs av Paul Carpenter Standley. Thalictrum johnstonii ingår i släktet rutor, och familjen ranunkelväxter. Inga underarter finns listade i Catalogue of Life.